# Michail Moissejewitsch Botwinnik
Michail Moissejewitsch Botwinnik (russisch Михаил Моисеевич Ботвинник, wiss. Transliteration Michail Moiseevič Botvinnik) (* 4. Augustjul. / 17. August 1911greg. in Kuokkala in der Gemeinde Terijoki, heute Repino, Sankt Petersburg; † 5. Mai 1995 in Moskau) war ein sowjetischer bzw. russischer Schach-Großmeister und der sechste Schachweltmeister. Als einzigem Weltmeister gelang es ihm, seinen Titel nach Wettkampfniederlagen zweimal in Revanchekämpfen zurückzugewinnen. Er gilt außerdem als eine der wichtigsten und einflussreichsten Personen, die die Sowjetische Schachschule ermöglicht und aufgebaut haben.

## Leben

### Jugend
Michail Botwinnik stammte aus einer gut situierten jüdischen Zahnarztfamilie. Die Eltern besaßen im Zentrum von St. Petersburg ein Haus. Nach der Oktoberrevolution 1917 und nach dem Bruch der Ehe der Eltern lebte Botwinnik gemeinsam mit seinem Bruder und der Mutter in deutlich bescheideneren Verhältnissen. Trotzdem erhielt er eine Erziehung, die seine intellektuellen Anlagen förderte. Frühzeitig beschäftigte sich Botwinnik mit Literatur und wurde überzeugter Kommunist (1931 trat er in den Komsomol und 1940 in die WKP (B) ein). Er erlernte das Schachspiel verhältnismäßig spät, im Alter von zwölf Jahren. Bekannt wurde Botwinnik, als er 1925 den Weltmeister José Raúl Capablanca in einer Simultanpartie besiegte. In den folgenden Jahren entwickelte sich seine Schachbegabung außerordentlich schnell, so nahm er schon 1927 in Moskau an der 5. UdSSR-Meisterschaft teil, bei der er 5.–6. wurde. Zu dieser Zeit galt er bereits als einer der führenden Spieler Leningrads.

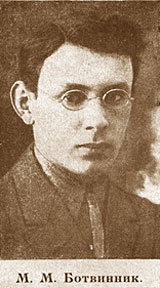
Michail Botwinnik 1927

Botwinnik nahm auch an der 6. UdSSR-Meisterschaft 1929 in Odessa teil, die in einem ungewöhnlichen Modus ausgespielt wurde: 36 Teilnehmer spielten zunächst in vier Viertelfinalgruppen à neun Spieler die Teilnehmer der Halbfinalgruppen aus (Botwinnik erzielte in seiner Gruppe 7 aus 8), sodann wurden zwei Halbfinals gespielt, die eine Vierer-Endrunde zu ermitteln hatten. Botwinnik verpasste in seiner Halbfinalgruppe als Dritter knapp die Qualifikation und war in der Endabrechnung geteilter 5.–6., wie zwei Jahre zuvor. Seinen Durchbruch innerhalb der Sowjetunion hatte er im Jahr 1930, als er ein sehr stark besetztes Meisterturnier in Leningrad und zur Jahreswende 1930/31 die Leningrader Meisterschaft gewann. Überlegen, mit zwei Punkten Vorsprung, siegte Botwinnik bei der 7. UdSSR-Meisterschaft in Moskau, anschließend siegte er in zwei in Leningrad ausgetragenen Meisterturnieren: 1932/33 und 1933, sowie erneut bei der UdSSR-Meisterschaft 1933.

### Internationale Bekanntheit
Botwinniks langjähriger Freund Salo Flohr beschrieb das damalige Schachleben in der UdSSR folgendermaßen: „Nach Moskau 1925 [dem internationalen Turnier] gab es einen langjährigen Stillstand; kein Russe kam nach dem Westen, kein Ausländer kam nach Moskau. Man wusste fast nichts von dem, was sich schachlich in der Sowjetunion tat. Literatur kam nach dem Westen fast gar keine, und außerdem war alles in Russisch, einer Sprache, die schwer zu lesen ist.“ Dennoch nahmen die westlichen Schachmeister Notiz von Botwinniks Erfolgen und erkannten die hohe Qualität seiner in Sowjetturnieren gespielten Partien. Flohr, damals einer der führenden Schachspieler der Welt, erbat sich bei Alexander Iljin-Schenewski, einem Schachmeister und sowjetischem Schachfunktionär, der in Prag in diplomatischen Diensten stand, einen Wettkampf mit Botwinnik, der 1933 in Moskau und Leningrad ausgetragen wurde. Dieser Wettkampf, der nach 12 Partien unentschieden 6:6 endete, machte das Niveau deutlich, das Botwinnik bereits erreicht hatte. Nach seinem Sieg in Leningrad 1934 nahm Botwinnik erstmals an einem Turnier im Ausland teil: Hastings 1934/35, welches allerdings mit einer herben Enttäuschung für ihn endete, denn er wurde nur geteilter Fünfter bis Sechster. Botwinniks kommunistische Überzeugung und seine hart erarbeiteten Erfolge ließen ihm viel Unterstützung politisch hochstehender Funktionäre zukommen. Zu seinen Förderern zählte Nikolai Krylenko, ein hochrangiger Parteifunktionär, der Botwinnik jedes Privileg (unter anderem einen Pkw) zukommen ließ, das seiner Entwicklung dienlich war.

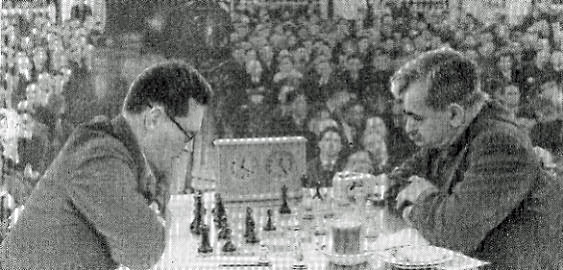
Botwinnik gegen Lasker 1936

Botwinniks Ergebnis in Hastings wurde wieder wettgemacht durch hervorragende Erfolge bei den internationalen Turnieren in Moskau 1935 und 1936. Botwinnik gewann 1935 gemeinsam mit Salo Flohr vor den Ex-Weltmeistern Emanuel Lasker und José Raúl Capablanca und wurde 1936 Zweiter hinter Capablanca. Im gleichen Jahr gewann Botwinnik bei seinem zweiten Turnier im Ausland gemeinsam mit Capablanca den ersten Preis in Nottingham, wo er auch auf Alexander Aljechin traf. Diese bedeutenden Erfolge etablierten Botwinnik an der Weltspitze und er galt als einer der möglichen WM-Kandidaten. Nach dem Nottinghamer Turnier begann Botwinnik seine Abschlussarbeit für das Leningrader Polytechnische Institut, die er im Juli 1937 vor dem Kollegium der Elektromechanischen Fakultät erfolgreich verteidigte. In diesem Jahr konnte er deshalb nicht an der UdSSR-Meisterschaft in Tiflis teilnehmen, spielte aber im Herbst des Jahres in Leningrad einen Wettkampf gegen den Sieger der Meisterschaft Grigori Löwenfisch, der remis (6,5:6,5) endete.
Während des Wettkampfs tauchte unerwartet Botwinniks Jugendfreund Sergei Michailowitsch Kaminer auf, der Botwinnik ein Heft mit seinen Schachstudien übergab. Botwinnik bewahrte es auf, auch nachdem Kaminer ein Jahr später, am 2. November 1938, im Großen Terror ermordet worden war. In den 1950er Jahren machte Botwinnik den Besitz des Heftes bekannt, das schließlich 1982 für ein Schachbuch weiterverwendet wurde.
1938 nahm er am AVRO-Turnier in den Niederlanden teil, das ein Kräftemessen des Weltmeisters mit seinen Herausforderern darstellte. Hinter Paul Keres und Reuben Fine wurde Botwinnik Dritter, vor Aljechin, Max Euwe und Capablanca, den er in einer Glanzpartie besiegte. Anschließend traten Aljechin und Botwinnik in Verhandlungen über einen Weltmeisterschaftskampf, doch der Ausbruch des Zweiten Weltkriegs verhinderte vorerst weitergehende Planungen.

### Zweiter Weltkrieg und Weltmeistertitel
Bis zum deutschen Angriff auf die Sowjetunion am 22. Juni 1941 verlief das Schachleben ungestört. Botwinnik siegte 1939 in Leningrad bei der 11. UdSSR-Meisterschaft, doch teilte er 1940 bei der 12. UdSSR-Meisterschaft nur Platz 5 bis 6. Der Sieger dieser 12. Meisterschaft sollte der offizielle sowjetische Herausforderer Aljechins werden. Es wird allgemein angenommen, dass es Botwinniks Nähe zu den Machthabern ermöglichte, 1941 ein Wettkampfturnier um die Absolute Meisterschaft der UdSSR zu veranstalten. An diesem Turnier in Leningrad und Moskau nahmen die sechs Erstplatzierten der 12. Meisterschaft teil: Boleslawski, Bondarewski, Botwinnik, Keres, Lilienthal und Smyslow. Botwinnik siegte mit 13,5 aus 20 möglichen Punkten (man spielte je vier Partien gegeneinander). Im Jahre 1941 floh Botwinnik mit seiner Familie nach Molotow, wo er für die Energiebehörde arbeitete. Botwinniks Kontakte zu Wjatscheslaw Molotow gaben ihm ab 1943 das Privileg, seine Behördenarbeit einzuschränken und sich wieder verstärkt dem Schach zu widmen. Im selben Jahr siegte Botwinnik ungeschlagen bei einem stark besetzten sowjetischen Meisterturnier in Swerdlowsk, 1943/44 gewann er die Moskauer Meisterschaft, 1944 die 13. UdSSR-Meisterschaft und 1945 die 14. UdSSR-Meisterschaft. Obwohl Weltmeister Aljechin, der während des Krieges mit NS-Deutschland sympathisiert und antisemitische Propagandaschriften verfasst hatte, kompromittiert war, nahm der Sowjetische Schachverband die Verhandlungen über einen Weltmeisterschaftskampf mit Botwinnik wieder auf. Man plante für 1946 einen Wettkampf in London, doch Aljechins unerwarteter Tod im März 1946 führte zu einer neuen Situation. Der Sowjetische Schachverband wurde Mitglied des Weltverbandes FIDE, der nun die Ausrichtung der Weltmeisterschaft übernahm. Botwinnik nahm am ersten bedeutenden internationalen Nachkriegsturnier in Groningen 1946 teil, das er vor Max Euwe gewann, und siegte 1947 im Moskauer Michail-Tschigorin-Gedenkturnier, ehe es 1948 in Den Haag und Moskau zum Weltmeisterschaftsturnier der FIDE kam, an dem neben Botwinnik Wassili Smyslow, Paul Keres, Samuel Reshevsky und Max Euwe teilnahmen. Nach Vorbild des Absoluten Meisterturniers 1941 spielten die fünf Teilnehmer je fünf Partien gegeneinander. Botwinnik siegte überlegen mit drei Punkten Vorsprung (14 aus 20) und wurde der sechste Schachweltmeister.

### Promotion und Titelverteidigung
Nach dem Sieg 1948 zog sich Botwinnik für drei Jahre vom Schach zurück, beschäftigte sich mit wissenschaftlicher Arbeit und promovierte im Fach Elektrotechnik. Bis zu seiner ersten Titelverteidigung 1951 gegen David Bronstein spielte er lediglich Trainings-, aber keine Turnierpartien. Botwinnik konnte in dem Wettkampf nur ein Unentschieden (12:12) erreichen, das zur Titelverteidigung allerdings ausreichte. Botwinnik geriet in vielen Partien in Zeitnot, die fehlende Spielpraxis führte zu unerwarteten Schwierigkeiten. Gerüchte, Bronstein sei von höchster Stelle zum Verlieren angehalten worden, bestätigten sich nicht.
Die von Botwinnik in den 1930er und 1940er Jahren mitbegründete und unterstützte intensive Schachförderung in der Sowjetunion brachte in den 1950er Jahren ihre ersten Früchte: Eine große Anzahl von Schachmeistern auf höchstem Niveau, den westlichen Spielern überlegen, stand bereit, die Spitze zu erklimmen. Botwinnik gewann gemeinsam mit dem 24-jährigen Mark Taimanow das Turnier um die 20. UdSSR-Meisterschaft 1952 und besiegte diesen 1953 im Stichkampf mit 3,5:2,5. Botwinniks nächster Herausforderer um den Weltmeisterthron, der Russe Wassili Smyslow, konnte ihm im WM-Kampf 1954 ein Unentschieden (12:12) abringen. Botwinniks Sekundant war Ilja Kan. Mit Smyslow teilte Botwinnik später beim Aljechin-Gedenkturnier 1956 in Moskau den ersten Platz.

### Titelverlust und Wiedererlangung

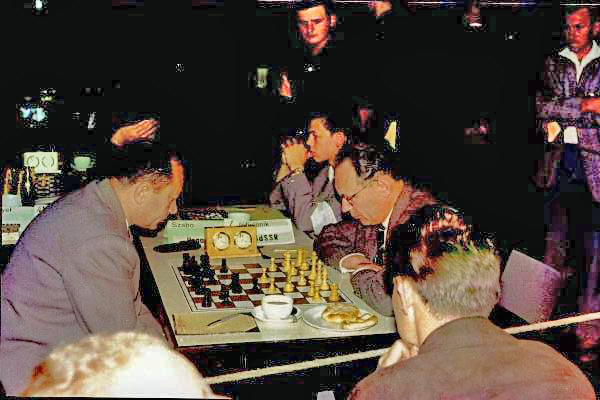
László Szabó – Michail Botwinnik, Europa-Mannschaftsmeisterschaft Oberhausen 1961

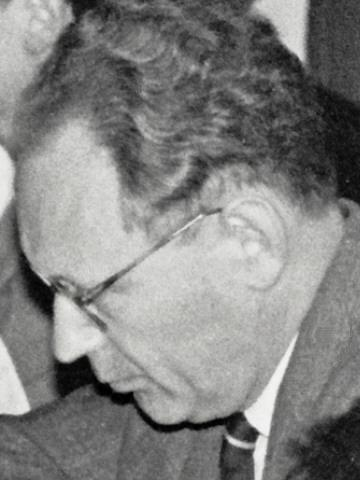
Michail Botwinnik, 1961 Ausschnitt obigen Fotos

Smyslow war auch 1957 Botwinniks Herausforderer. Diesmal unterlag Botwinnik mit 9,5:12,5 und verlor seinen Titel an den um zehn Jahre jüngeren Moskauer. Der Weltmeister erhielt allerdings von der FIDE 1956 das Privileg eines Revanchekampfes, und so kam es 1958 zum dritten WM-Kampf der beiden Rivalen, diesmal mit einem deutlich besser vorbereiteten Botwinnik, der sich mit 12,5:10,5 den Titel zurückholte. Dieses Privileg kam auch bei Botwinniks nächstem Herausforderer, dem jungen Michail Tal zum Tragen: 1960 unterlag der Titelverteidiger dem kombinationsstarken Tal mit 8,5:12,5, doch erzielte Botwinnik, inzwischen 50-jährig, im Revanchekampf ein Jahr später einen 13:8-Erfolg gegen den krankheitsgeschwächten Landsmann.

### Endgültiger Titelverlust und Rückzug vom Schach
Der Weltschachverband FIDE schaffte trotz der Kritik Botwinniks die Regelung über den Revanchekampf nunmehr ab. 1963 verlor Botwinnik seinen Titel endgültig an Tigran Petrosjan. Der Wettkampf endete 9,5:12,5. Botwinnik unternahm fortan keine Versuche mehr, sich für einen Weltmeisterschaftskampf zu qualifizieren, spielte aber noch bis 1970 einige starke internationale Turniere. Er gewann 1965 in Noordwijk, 1966 in Amsterdam, 1966/67 in Hastings und 1969 in Beverwijk. Er wurde Zweiter in Palma 1967 (zusammen mit Wassili Smyslow, hinter Bent Larsen) und in Monte Carlo 1968. Sein letztes Turnier war Leiden 1970, bei dem er hinter Boris Spasski und Bent Larsen geteilter Dritter wurde. Niederländische Sponsoren schlugen Botwinnik 1969 in Beverwijk einen Wettkampf mit dem US-Amerikaner Bobby Fischer vor. Botwinnik war hierzu gerne bereit, doch scheiterte dieses Match, auf das sich Botwinnik bis September 1969 vorbereitet hatte, an Fischers Bedingung, auf sechs Gewinnpartien zu spielen. Botwinnik wollte aufgrund seines fortgeschrittenen Alters den Wettkampf auf 18 Partien begrenzt sehen. Botwinnik resümierte: „er hätte viel von mir lernen können“.

### Botwinniks Schachschule und Computerentwicklung
Nach 1970 widmete sich Botwinnik der wissenschaftlichen Forschung sowie der Förderung junger Schachtalente. Ein von ihm geplantes Schachprogramm namens Pionier gelangte seinen eigenen Angaben zufolge zwar in das Stadium, in dem es bereits einige Studien gelöst habe, konnte aber keine vollständigen Partien spielen und wurde nie fertiggestellt. Andere Programmierer wie Hans Berliner warfen Botwinnik vor, seine Ergebnisse zumindest geschönt zu haben. Gegenüber dem Brute-Force-Vorgehen und einer ausgefeilten Bewertung verschiedener Stellungen durch heutige Schachprogramme vertrat Botwinnik den Ansatz, nur Figuren und Züge zu berücksichtigen, die aus Schach-immanenten Gründen in der jeweiligen Stellung von Bedeutung sind, d. h., er strebte echte künstliche Intelligenz an. Für diese Arbeiten wurde Botwinnik 1991 von der mathematischen Fakultät der Universität Ferrara mit dem Titel Doctor honoris causa ausgezeichnet. 
Botwinnik und sein Team entwickelten fortschrittliche Suchalgorithmen und heuristische Bewertungsfunktionen, die es Computern ermöglichten, Schachpositionen zu analysieren und Züge zu berechnen. Diese Ideen legten den Grundstein für spätere Schachprogramme und halfen dabei, die Effizienz und Genauigkeit von KI-Algorithmen zu verbessern.
Seine Arbeit trug dazu bei, das Bewusstsein dafür zu schaffen, dass Computer nicht nur Aufgaben mechanisch ausführen können, sondern auch in der Lage sind, anspruchsvolle Strategien und Taktiken zu entwickeln. Diese Erkenntnis förderte das Interesse an der Entwicklung von KI-Systemen, die das menschliche Denken nachahmen können.
Zu Botwinniks bedeutendsten Schülern seiner Talentschmiede, der Botwinnik-Schachschule, zählen die drei Weltmeister Anatoli Karpow, Garri Kasparow und Wladimir Kramnik sowie eine Vielzahl weiterer Spitzenspieler. Während der Perestroika kam es jedoch zu einer Entfremdung zwischen Botwinnik und seinem Schüler Kasparow, auf Grund unterschiedlicher politischer Anschauungen. Michail Botwinnik starb 1995 in Moskau.

## Spielstil
Botwinniks besondere Stärken lagen in seiner Willensstärke und vor allem in seiner gründlichen Vorbereitung auf die jeweiligen Gegner. Beispielsweise besiegte er beim Turnier in Moskau 1935 den österreichischen Großmeister Rudolf Spielmann mit einer vorbereiteten Eröffnungsvariante in nur 12 Zügen. Auch in vielen anderen Partien gelang es ihm, Stellungen zu erreichen, die er vorher tiefschürfend analysiert hatte und daher besser als seine Gegner verstand. Botwinnik gilt als der erste Schachspieler, der seine Vorbereitung auf diesem ausgesprochen hohen Niveau betrieb. Seine Methodik in der Eröffnungsvorbereitung war für Generationen richtungsweisend, heutzutage werden zu diesem Zweck Schachdatenbanken benutzt. Über seine Kontrahenten legte er Dossiers an, in denen er ihre schachlichen Stärken und Schwächen dokumentierte. Die Notizbücher zu seinen Wettkämpfen gegen Bronstein 1951, Smyslow 1954–1958, Tal 1961 und Petrosjan 1963 sind aus seinem Nachlass veröffentlicht worden.
Auch in der Analyse von Endspielen war er über lange Jahre führend. Eine der berühmtesten Hängepartien der Schachgeschichte ergab sich bei der Schacholympiade 1962 in Warna, als er gegen Bobby Fischer ein schlechteres Turmendspiel noch zum Remis rettete. Nachdem Botwinnik das erste Mal im Ausland (in Hastings 1934) gespielt und die im Westen herrschenden Spielbedingungen kennengelernt hatte, schaltete er in einzelnen Trainingspartien absichtlich das Radio ein und ließ sich Zigarettenqualm ins Gesicht blasen. Auf diese Weise trainierte er sich Unempfindlichkeit gegen Störquellen an. Um seinen möglichen Gegnern keine Hinweise zu geben, wurden die Trainingswettkämpfe Botwinniks viele Jahre lang geheim gehalten. Svetozar Gligorić schrieb 1972, dass selbst seine besten Freunde nicht in seine Vorbereitungen eingeweiht wurden. Mittlerweile ist bekannt, dass Wjatscheslaw Ragosin, Ilja Kan, Juri Awerbach und Semjon Furman zu seinen bevorzugten Trainingspartnern gehörten.
Sein langjähriger Rivale Wassili Smyslow charakterisierte Botwinnik so: „Man konnte eine klare strategische Idee in seinem Spiel beobachten. Vom Charakter her war er ein Forscher, und die Basis seines Stils war die Suche nach der Wahrheit. In den Jahren, als es noch keine Computer gab, haben Botwinniks tiefe Analysen die Richtung des modernen Schachs, das zur Ansammlung und Generalisierung von Wissen in großem Umfang die Computertechnik nutzt, vorweggenommen.“
Seine Trainingsmethoden und sein logisch-wissenschaftlicher Spielstil beeinflussten eine ganze Schachgeneration, man nannte ihn daher auch den Patriarchen der Sowjetischen Schachschule.
Nach Botwinnik ist ein Abspiel der Slawischen Verteidigung und ein System in der Englischen Eröffnung (1. c4 Sf6 2. g3 g6 3. Sc3 Lg7 4. Lg2 0–0 5. e4) benannt. Außerdem verfasste er einige Studien.

## Schachkomposition
|   | a | b | c | d | e | f | g | h |   |
| 8 |   |   |   |   |   |   |   |   | 8 |
| 7 |   |   |   |   |   |   |   |   | 7 |
| 6 |   |   |   |   |   |   |   |   | 6 |
| 5 |   |   |   |   |   |   |   |   | 5 |
| 4 |   |   |   |   |   |   |   |   | 4 |
| 3 |   |   |   |   |   |   |   |   | 3 |
| 2 |   |   |   |   |   |   |   |   | 2 |
| 1 |   |   |   |   |   |   |   |   | 1 |
|   | a | b | c | d | e | f | g | h |   |

Weiß am Zug gewinnt
Botwinnik komponierte im Laufe seiner Schachkarriere mehrere Studien. Sein Erstlingswerk wurde im Juni 1925 in der Zeitschrift Schachmatny Listok publiziert. Die Lösung lautet: 1. g4+ Kh4 2. Lh6 Dxh6 3. Dh2+ Kg5 4. Dd2+ Sf4 5. Dd8 matt.

## Privat
Botwinnik war verheiratet und hatte eine Tochter.

## Auszeichnungen
- 1936: Ehrenzeichen der Sowjetunion
- 1945: Verdienter Meister des Sports
- 1957: Leninorden
- 1961: Orden des Roten Banners der Arbeit
- 1981: Orden der Oktoberrevolution[12]

2017 benannte die russische Fluggesellschaft Aeroflot eine Boeing 737-800 nach ihm.

## Erfolge
- Weltmeister 1948–1957, 1958–1960, 1961–1963
- UdSSR-Meister 1931, 1933, 1939, 1941, 1944, 1945 und 1952
- Goldmedaille bei Schacholympiaden (mit der UdSSR): 1954, 1956, 1958, 1960, 1962 und 1964
- höchste historische Elo-Zahl: 2885 (im Oktober 1945); gemäß dieser Rückrechnung war er erstmals von Mai 1936 bis Februar 1937, am längsten von August 1944 bis Mai 1950, zuletzt im Mai 1958 die Nr. 1 der Weltrangliste

## Partien
- Botwinnik – Capablanca, Rotterdam 1938
- Botwinnik – Aljechin, AVRO-Turnier Amsterdam 1938
- Rauser-Botwinnik, UdSSR-Meisterschaft Leningrad 1933

## Liste der Turnier- und Wettkampfergebnisse
| Jahr    | Turnier                                                                              | Ort                                                                                            | Ergebnis/Punktezahl | Rang, Bemerkungen                                           |
| ------- | ------------------------------------------------------------------------------------ | ---------------------------------------------------------------------------------------------- | ------------------- | ----------------------------------------------------------- |
| 1923    | Schulmeisterschaft                                                                   | Petrograd                                                                                      | unbekannt           | 10. Platz                                                   |
| 1924    | Schulmeisterschaft                                                                   | Leningrad                                                                                      | 5/6 (+5 =0 −1)      | 1. Platz                                                    |
|         | Turnier ohne Kategorie                                                               | Leningrad                                                                                      | 11,5/13 (+11 =1 −1) | 1. Platz                                                    |
|         | Turnier der Kategorie 3 und 2b                                                       | Leningrad                                                                                      | 8,5/11 (+7 =3 −1)   | 1. Platz                                                    |
|         | Turnier der Kategorie 2a                                                             | Leningrad                                                                                      | 2/3 (+12 =0 −1)     | nicht beendet                                               |
| 1925    | Wettkampf mit N. Liutow                                                              | Leningrad                                                                                      | 3,5/5 (+3 =1 −1)    | Botwinnik siegte mit 3,5-1,5                                |
|         | Mannschaftskämpfe der Gewerkschaft der Elektroindustrie                              | Leningrad                                                                                      | 2/2 (+2 =0 −0)      |                                                             |
|         | Turnier der Kategorie 2a und 1b                                                      | Leningrad                                                                                      | 9/10 (+9 =0 −1)     | 1. Platz                                                    |
|         | Jugendturnier                                                                        | Leningrad                                                                                      | 9,5/10 (+9 =1 −0)   | 1. Platz                                                    |
|         | Turnier der 1. Kategorie                                                             | Leningrad                                                                                      | 7,5/11 (+7 =1 −3)   | 3.–4. Platz                                                 |
|         | Turnier der 1. Kategorie                                                             | Leningrad                                                                                      | 7/8 (+7 =0 −1)      | Turnier nicht beendet                                       |
| 1925/26 | Mannschaftsmeisterschaft der Gewerkschaften                                          | Leningrad                                                                                      | 1,5/3 (+1 =1 −1)    | Botwinnik spielte für die Gewerkschaft der Elektroindustrie |
| 1926    | Halbfinale zur 5. Meisterschaft Leningrads                                           | Leningrad                                                                                      | 11,5/12 (+11 =1 −0) | 1. Platz                                                    |
|         | Wettkampf Moskau-Leningrad                                                           | Moskau                                                                                         | 0,5/2 (+0 =1 −1)    | Botwinnik spielte für Leningrad                             |
|         | 5. Meisterschaft Leningrads                                                          | Leningrad                                                                                      | 7/9 (+6 =2 −1)      | 2.–3. Platz                                                 |
|         | Halbfinale zur Meisterschaft der Nord-West-Region                                    | Leningrad                                                                                      | 9/11(+8 =2 −1)      | 2.–3. Platz                                                 |
|         | Meisterschaft der Nord-West-Region                                                   | Leningrad                                                                                      | 6,5/10(+4 =5 −1)    | 3. Platz                                                    |
|         | Wettkampf Stockholm-Leningrad                                                        | Stockholm                                                                                      | 1,5/2 (+1 =1 −0)    | Botwinnik spielte gegen Gösta Stoltz                        |
| 1927    | Mannschaftskampf der Metaller: Moskau-Leningrad                                      | Moskau                                                                                         | 1,5/2 (+1 =1 −0)    | Botwinnik spielte für Leningrad                             |
|         | Wettkampf Leningrad-Moskau                                                           | Leningrad                                                                                      | 1,5/2 (+1 =1 −0)    | Botwinnik spielte für Leningrad                             |
|         | Vergleichswettkampf der Gewerkschaften                                               | Leningrad                                                                                      | 1/1 (+1 =0 −0)      |                                                             |
|         | 6-Meister-Turnier                                                                    | Leningrad                                                                                      | 7,5/10 (+6 =3 −1)   | 2. Platz                                                    |
|         | 5. UdSSR-Meisterschaft                                                               | Moskau                                                                                         | 12,5/20 (+9 =7 −4)  | 5.–6. Platz                                                 |
| 1927/28 | Meisterschaft der Metaller                                                           | Leningrad                                                                                      | 8,5/11 (+7 =3 −1)   | 1. Platz                                                    |
| 1928    | Universitätenwettkampf Leningrad-Rostow                                              | Leningrad                                                                                      | 1,5/2 (+1 =1 −0)    | Botwinnik spielte für Leningrad                             |
| 1928/29 | Gewerkschaftsmeisterschaft                                                           | Leningrad                                                                                      | 10,5/13 (+8 =5 −0)  | 1. Platz                                                    |
| 1929    | 4-Städteturnier der Universitätsmannschaften                                         | Moskau                                                                                         | 2/3 (+1 =2 −0)      | für Leningrad                                               |
|         | Viertelfinale zur 6. UdSSR-Meisterschaft                                             | Odessa                                                                                         | 7/8 (+6 =2 −0)      | 1. Platz                                                    |
|         | Halbfinale zur 6. UdSSR-Meisterschaft                                                | Odessa                                                                                         | 2,5/5 (+2 =1 −2)    | 3.–4. Platz                                                 |
| 1930    | Meisterturnier                                                                       | Leningrad                                                                                      | 6,5/8 (+6 =1 −1)    | 1. Platz                                                    |
|         | Wettkampf Leningrad-Moskau                                                           | Leningrad                                                                                      | 2/2 (+2 =0 −0)      | für Leningrad                                               |
| 1930/31 | 8. Meisterschaft Leningrads                                                          | Leningrad                                                                                      | 14/17 (+12 =4 −1)   | 1. Platz                                                    |
| 1931    | Mannschaftsturnier der Gewerkschaft der Elektroindustrie                             | Leningrad                                                                                      | 4/4 (+4 =0 −0)      |                                                             |
|         | Halbfinale zur 7. UdSSR-Meisterschaft                                                | Moskau                                                                                         | 6,5/9 (+6 =1 −2)    | 2. Platz                                                    |
|         | 7. UdSSR-Meisterschaft                                                               | Moskau                                                                                         | 13,5/17 (+12 =3 −2) | 1. Platz                                                    |
| 1932    | 9. Meisterschaft Leningrads                                                          | Leningrad                                                                                      | 10/11 (+9 =2 −0)    | 1. Platz                                                    |
| 1932/33 | Meisterturnier im 'Haus der Wissenschaftler'                                         | Leningrad                                                                                      | 7/10 (+6 =2 −2)     | 1. Platz                                                    |
| 1933    | Meisterturnier                                                                       | Leningrad                                                                                      | 10/13 (+7 =6 −0)    | 1. Platz                                                    |
|         | 8. UdSSR-Meisterschaft                                                               | Leningrad                                                                                      | 14/19 (+11 =6 −2)   | 1. Platz                                                    |
|         | Wettkampf mit Salo Flohr                                                             | Moskau/Leningrad                                                                               | 6/12 (+2 =8 −2)     | Unentschieden 6:6                                           |
| 1934    | Vergleichsmannschaftskampf der Gewerkschaften der Elektroindustrie: Leningrad-Moskau | Leningrad                                                                                      | 2/2 (+2 =0 −0)      | Botwinnik spielte für Leningrad                             |
|         | Meisterturnier mit Teilnahme von Max Euwe                                            | Leningrad                                                                                      | 7,5/11 (+5 =5 −1)   | 1. Platz                                                    |
| 1934/35 | Internationales Turnier                                                              | Hastings                                                                                       | 5/9 (+3 =4 −2)      | 5.–6. Platz                                                 |
| 1935    | Internationales Turnier                                                              | Moskau                                                                                         | 13/19 (+9 =8 −2)    | 1.–2. Platz                                                 |
| 1936    | Internationales Turnier                                                              | Moskau                                                                                         | 12/18 (+7 =10 −1)   | 2. Platz                                                    |
|         | Internationales Turnier                                                              | Nottingham                                                                                     | 10/14 (+6 =8 −0)    | 1.–2. Platz                                                 |
| 1937    | Wettkampf mit Grigori Löwenfisch                                                     | Moskau/Leningrad                                                                               | 6,5/13 (+5 =3 −5)   | Unentschieden 6,5:6,5                                       |
| 1938    | Halbfinale zur 11. UdSSR-Meisterschaft                                               | Leningrad                                                                                      | 14/17 (+12 =4 −1)   | 1. Platz                                                    |
|         | AVRO-Turnier                                                                         | Amsterdam, Den Haag, Rotterdam, Groningen, Zwolle, Haarlem, Utrecht, Arnheim, Breda und Leiden | 7,5/14 (+3 =9 −2)   | 3. Platz                                                    |
| 1939    | 11. UdSSR-Meisterschaft                                                              | Leningrad                                                                                      | 12,5/17 (+8 =9 −0)  | 1. Platz                                                    |
| 1940    | Wettkampf mit Wjatscheslaw Ragosin                                                   | Moskau/Leningrad                                                                               | 8,5/12 (+5 =7 −0)   | Botwinnik gewann mit 8,5-3,5                                |
|         | 12. UdSSR-Meisterschaft                                                              | Moskau                                                                                         | 11,5/19 (+8 =7 −4)  | 5.–6. Platz                                                 |
| 1941    | Turnier um die Absolute Meisterschaft der UdSSR                                      | Leningrad/Moskau                                                                               | 13,5/20 (+9 =9 −2)  | 1. Platz                                                    |
| 1943    | Großmeisterturnier                                                                   | Swerdlowsk                                                                                     | 13,5/14 (+7 =7 −0)  | 1. Platz                                                    |
| 1943/44 | 23. Meisterschaft Moskaus                                                            | Moskau                                                                                         | 12,5/15 (+11 =3 −1) | 1. Platz                                                    |
| 1944    | 13. UdSSR-Meisterschaft                                                              | Moskau                                                                                         | 12,5/16 (+11 =3 −2) | 1. Platz                                                    |
| 1945    | 14. UdSSR-Meisterschaft                                                              | Moskau                                                                                         | 16/18 (+14 =4 −0)   | 1. Platz                                                    |
|         | Radiowettkampf UdSSR-USA                                                             | Radio                                                                                          | 2/2 (+2 =0 −0)      | am 1. Brett gegen Arnold Denker                             |
|         | Radiowettkampf UdSSR-Großbritannien                                                  | Radio                                                                                          | 1/2 (+1 =0 −1)      | am 1. Brett gegen Conel Hugh O’Donel Alexander              |
| 1946    | Internationales Turnier                                                              | Groningen                                                                                      | 14,5/19 (+13 =3 −3) | 1. Platz                                                    |
|         | Wettkampf UdSSR-USA                                                                  | Moskau                                                                                         | 1,5/2 (+1 =1 −0)    | am 1. Brett gegen Samuel Reshevsky                          |
| 1947    | Internationales Tschigorin-Gedenkturnier                                             | Moskau                                                                                         | 11/15 (+8 =6 −1)    | 1. Platz                                                    |
| 1948    | Weltmeisterschaftsturnier                                                            | Den Haag/Moskau                                                                                | 14/20 (+10 =8 −2)   | 1. Platz, Botwinnik wurde Weltmeister                       |
| 1951    | Wettkampf um die Weltmeisterschaft gegen David Bronstein                             | Moskau                                                                                         | 12/24 (+5 =14 −5)   | Unentschieden 12:12; Botwinnik blieb Weltmeister            |
|         | 19. UdSSR-Meisterschaft                                                              | Moskau                                                                                         | 10/17 (+6 =8 −3)    | 5. Platz                                                    |
| 1952    | Internationales Maróczy-Gedenkturnier                                                | Budapest                                                                                       | 11/17 (+7 =8 −2)    | 3.–5. Platz                                                 |
|         | 20. UdSSR-Meisterschaft                                                              | Moskau                                                                                         | 13,5/19 (+9 =9 −1)  | 1.–2. Platz                                                 |
| 1953    | Stichkampf um die 20. UdSSR-Meisterschaft gegen Mark Taimanow                        | Moskau                                                                                         | 3,5/6 (+2 =3 −1)    | Botwinnik gewann mit 3,5-2,5                                |
| 1954    | Wettkampf um die Weltmeisterschaft gegen Wassili Smyslow                             | Moskau                                                                                         | 12/24 (+7 =14 −7)   | Unentschieden 12:12; Botwinnik blieb Weltmeister            |
|         | Schacholympiade                                                                      | Amsterdam                                                                                      | 8,5/11 (+6 =5 −0)   | am 1. Brett für die UdSSR                                   |
| 1955    | 22. UdSSR-Meisterschaft                                                              | Moskau                                                                                         | 11,5/19 (+7 =9 −3)  | 3.–5. Platz                                                 |
|         | Wettkampf UdSSR-USA                                                                  | Moskau                                                                                         | 1,5/4 (+0 =3 −1)    | am 1. Brett gegen Samuel Reshevsky                          |
| 1956    | Schacholympiade                                                                      | Moskau                                                                                         | 9,5/13 (+6 =7 −0)   | am 1. Brett für die UdSSR                                   |
|         | Internationales Aljechin-Gedenkturnier                                               | Moskau                                                                                         | 11/15 (+8 =6 −1)    | 1.–2. Platz                                                 |
| 1957    | Wettkampf um die Weltmeisterschaft gegen Wassili Smyslow                             | Moskau                                                                                         | 9,5/22 (+3 =13 −6)  | Botwinnik verlor 9,5-12,5; Smyslow wird Weltmeister         |
| 1958    | Revanchewettkampf um die Weltmeisterschaft gegen Wassili Smyslow                     | Moskau                                                                                         | 12,5/23 (+7 =11 −5) | Botwinnik gewann 12,5-10,5 und wurde wieder Weltmeister     |
|         | Schacholympiade                                                                      | München                                                                                        | 9/12 (+7 =4 −1)     | am 1. Brett für die UdSSR                                   |
|         | Internationales Turnier                                                              | Wageningen                                                                                     | 4/5 (+3 =2 −0)      | 1. Platz                                                    |
| 1959    | UdSSR-Spartakiade                                                                    | Moskau                                                                                         | 4/7 (+1 =6 −0)      | am 1. Brett für Moskau                                      |
| 1960    | Wettkampf um die Weltmeisterschaft gegen Michail Tal                                 | Moskau                                                                                         | 8,5/21 (+2 =13 −6)  | Botwinnik verliert 8,5-12,5; Tal wurde Weltmeister          |
|         | Schacholympiade                                                                      | Leipzig                                                                                        | 10,5/13 (+8 =5 −0)  | am 2. Brett für die UdSSR                                   |
|         | Wettkampf Moskau-Leningrad                                                           | Moskau                                                                                         | 0,5/2 (+0 =1 −1)    | am 1. Brett für Moskau gegen Viktor Kortschnoi              |
| 1961    | Revanchewettkampf um die Weltmeisterschaft gegen Michail Tal                         | Moskau                                                                                         | 13/21 (+10 =6 −5)   | Botwinnik gewann 13-9 und wurde wieder Weltmeister          |
|         | Europamannschaftsmeisterschaft                                                       | Oberhausen                                                                                     | 6/9 (+4 =4 −1)      | am 1. Brett für die UdSSR                                   |
| 1961/62 | Internationales Turnier                                                              | Hastings                                                                                       | 8/9 (+7 =2 −0)      | 1. Platz                                                    |
| 1962    | Internationales Turnier                                                              | Stockholm                                                                                      | 8,5/9 (+8 =1 −0)    | 1. Platz                                                    |
|         | Schacholympiade                                                                      | Warna                                                                                          | 8/11 (+5 =6 −1)     | am 1. Brett für die UdSSR                                   |
| 1963    | Wettkampf um die Weltmeisterschaft gegen Tigran Petrosjan                            | Moskau                                                                                         | 9,5/22 (+2 =15 −5)  | Botwinnik verlor 9,5-12,5; Petrosjan wurde Weltmeister      |
|         | UdSSR-Spartakiade                                                                    | Moskau                                                                                         | 8/9 (+7 =2 −0)      | am 1. Brett für Moskau                                      |
|         | Internationales Turnier                                                              | Amsterdam                                                                                      | 4/5 (+3 =2 −0)      | 1. Platz                                                    |
| 1964    | Moskauer Mannschaftsmeisterschaft                                                    | Moskau                                                                                         | 1,5/2 (+1 =1 −0)    |                                                             |
|         | Mannschaftsturnier Moskauer Kollektive                                               | Moskau                                                                                         | 4,5/5 (+4 =1 −0)    |                                                             |
|         | UdSSR-Mannschaftsmeisterschaft                                                       | Moskau                                                                                         | 4,5/6 (+3 =3 −0)    | 1. Brett für Trud                                           |
|         | Schacholympiade                                                                      | Tel Aviv                                                                                       | 9/12 (+7 =4 −1)     | am 2. Brett für die UdSSR                                   |
| 1965    | Internationales Turnier                                                              | Noordwijk                                                                                      | 6/7 (+5 =2 −0)      | 1. Platz                                                    |
|         | Spartakiade der Gewerkschaften Moskaus                                               | Moskau                                                                                         | 2,5/4 (+2 =1 −1)    |                                                             |
|         | Mannschaftsmeisterschaft des Vereins Trud                                            | Moskau                                                                                         | 4,5/5 (+4 =1 −0)    | 1. Brett für Trud Moskau                                    |
|         | Europamannschaftsmeisterschaft                                                       | Hamburg                                                                                        | 3,5/8 (+2 =3 −3)    | am 2. Brett für die UdSSR                                   |
|         | Spartakiade der Gewerkschaften der UdSSR                                             | Moskau                                                                                         | 2,5/4 (+2 =1 −1)    |                                                             |
|         | Wettkampf Moskau-Leningrad                                                           | Moskau                                                                                         | 2/2 (+2 =0 −0)      | am 2. Brett für Moskau gegen Alexander Tolusch              |
| 1966    | Moskauer Mannschaftsmeisterschaft                                                    | Moskau                                                                                         | 3/5 (+1 =4 −0)      |                                                             |
|         | Mannschaftsmeisterschaft des Vereins Trud                                            | Moskau                                                                                         | 3,5/4 (+3 =1 −0)    | 1. Brett für Trud Moskau                                    |
|         | Internationales Turnier                                                              | Amsterdam                                                                                      | 7,5/9 (+7 =1 −1)    | 1. Platz                                                    |
|         | UdSSR-Mannschaftsmeisterschaft                                                       | Moskau                                                                                         | 6/9 (+5 =2 −2)      | 1. Brett für Trud                                           |
| 1966/67 | Internationales Turnier                                                              | Hastings                                                                                       | 6,5/9 (+5 =3 −1)    | 1. Platz                                                    |
| 1967    | Moskauer Mannschaftsmeisterschaft                                                    | Moskau                                                                                         | 5/7 (+3 =4 −0)      |                                                             |
|         | UdSSR-Spartakiade                                                                    | Moskau                                                                                         | 6/8 (+5 =2 −1)      | am 2. Brett für Moskau                                      |
|         | Internationales Turnier                                                              | Palma                                                                                          | 12,5/17 (+9 =7 −1)  | 2.–3. Platz                                                 |
| 1968    | Internationales Turnier                                                              | Monte Carlo                                                                                    | 9/13 (+5 =8 −0)     | 2. Platz                                                    |
| 1969    | Internationales Turnier                                                              | Beverwijk                                                                                      | 10,5/15 (+6 =9 −0)  | 1.–2. Platz                                                 |
|         | Spartakiade der Gewerkschaften Moskaus                                               | Moskau                                                                                         | 2/3 (+1 =2 −0)      |                                                             |
|         | Internationales Turnier                                                              | Belgrad                                                                                        | 8,5/15 (+5 =7 −3)   | 7. Platz                                                    |
| 1970    | Wettkampf UdSSR-Rest der Welt                                                        | Belgrad                                                                                        | 2,5/4 (+1 =3 −0)    | am 8. Brett für die UdSSR gegen Milan Matulović             |
|         | Internationales Turnier                                                              | Leiden                                                                                         | 5,5/12 (+1 =9 −2)   | 3.–4. Platz                                                 |